# Den som vill en kristen heta
Den som vill en kristen heta är en psalm i fem verser som i 1695 års psalmbok tillskrivs Olaus Petri som upphovsman. Psalmen är en så kallad komprimerad budordspsalm, möjligen inspirerad till vissa delar av Martin Luthers två budordspsalmer men med tonvikt på budorden som levnadsregler snarare än för dess ordagranna innehåll. Psalmen är skriven okänt årtal men före 1530 då den först kom i tryck i skriften "Några gudeliga visor" och 1536 i "Swenske Songer eller wisor".
Melodin används enligt 1697 års koralbok också till psalmen Then ogudachtige säger så (nr 34).

## Publicerad i
- Swenske Songer eller wisor 1536 med titeln Then som wil en Christen heta under rubriken "En annan song om budordhen".[1]
- Göteborgspsalmboken under rubriken "Om Gudz Lagh och itt Christeligit Lefwerne".[2]
- Den svenska psalmboken 1694 som nummer 3 under rubriken "Tijo Gudz Bud".[3]
- 1695 års psalmbok som nr 2 under rubriken "Catechismus författad i Sånger."